# Burg Pfitzingen
Burg Pfitzingen ist eine abgegangene Burg auf der Gemarkung von Pfitzingen, einem Stadtteil von Niederstetten im Main-Tauber-Kreis in Baden-Württemberg. Die Burg wurde um das Jahr 1100 (12. Jahrhundert) erstmals erwähnt. Burgreste befinden sich im Ort bei der Kirche und ein einzelner Turm (Schillingerturm) im Südosten der Gemarkung.
Sie wurde wohl von den Edelfreien von Pfitzingen erbaut. 1103 wird erstmals ein Gundelo von Pfitzingen erwähnt. Der 1136/1141 bezeugte Konrad von Pfitzingen, vermutlich sein Sohn, soll mit einer (nach 1135/1140 verstorbenen) Sophia verheiratet gewesen sein, welche angeblich eine natürliche Tochter des Stauferkönigs Konrad III. mit einer vornehmen Dame Gerberga gewesen sein soll. Es wird vermutet, ist aber nicht belegbar, dass der 1153 erstmals erwähnte Konrad von Weikersheim ein Sohn dieses Konrad von Pfitzingen gewesen sei. Der Weikersheimer hatte wiederum zwei Brüder und zwei Söhne, die sich „von Hohenlach“ nannten, nach der Burg Hohlach. Diese war möglicherweise durch Heirat mit der Erbin eines schon bestehenden Geschlechts auf Hohlach an die Familie gekommen. Konrad von Weikersheims Sohn Heinrich von Hohenlach ist der Stammvater des Hauses Hohenlohe.